# Jovtneve, Kobeleakî
Jovtneve (în ucraineană Жовтневе) este un sat în comuna Vilhuvatka din raionul Kobeleakî, regiunea Poltava, Ucraina.

## Demografie
Componența lingvistică a localității Jovtneve
     Ucraineană (91,04%)
     Rusă (7,46%)
     Belarusă (1,49%)
Conform recensământului din 2001, majoritatea populației localității Jovtneve era vorbitoare de ucraineană (91,04%), existând în minoritate și vorbitori de rusă (7,46%) și belarusă (1,49%).